# دورفگاشتین
دورفگاشتین (به آلمانی: Dorfgastein) یک منطقهٔ مسکونی در اتریش است که در ناحیه سنت یوهان ایم پونگاو واقع شده‌است. دورفگاشتین ۵۴٫۰۷ کیلومتر مربع مساحت دارد ۸۱۲ متر بالاتر از سطح دریا واقع شده‌است.